# 陸增煒
陸增煒（?—?），江蘇省太倉直隸州鎮洋縣人，清朝政治人物、進士出身。
光緒二十四年（1898年），参加光緒戊戌科會試第一，殿試，登進士二甲54名。同年五月，以主事分部学习。